# Louis Alexandre Vinchon
Pour les articles homonymes, voir Vinchon.
Louis Alexandre Vinchon, né à Péronne (Somme) le 26 mars 1821 et mort à Laon (Aisne) le 20 août 1884, est un homme politique français.

## Biographie
Louis-Auguste Vinchon est le fils de Marie-Alexandre Vinchon et de Victoire-Pélagie-Ermance Cadot.
Inscrit au Barreau de Laon en 1848, juge suppléant au tribunal civil, adjoint en 1852, président de la Société de secours mutuels, juge de paix en 1858, il fut nommé maire de Laon par décret impérial du 6 juillet 1863, installé le 20 de ce mois.
Pour répondre au décret du gouvernement provisoire, il se forma, le 13 octobre 1870, une commission municipale qui choisit pour président Vinchon (vice-président : Alphonse de Sars ; secrétaire : Henri-Aimé Leroux).
Après avoir rempli les fonctions de préfet de l'Aisne du 21 mars au 3 avril 1871, Vinchon reprit la mairie le 24 mai 1871 en vertu d'un arrêté du chef du pouvoir exécutif, mais il donna sa démission à la suite d'un scrutin du conseil municipal le 2 juillet suivant. 
Il représenta le canton de Laon au conseil général de 1871 à 1877 et mourut le 20 août 1884. Son nom a été donné à une rue de la ville. 
- Armes : De gueules au pal d'argent, chargé d'un écureuil de sable, alias d'une merlette d'azur

## Décoration
- Chevalier de la Légion d'honneur

## Source
- Notices d'autorité :   - VIAF
  - ISNI
  - BnF (données)

1. ↑  « http://www.siv.archives-nationales.culture.gouv.fr/siv/UD/FRAN_IR_001514/d_1959 »